# Мина Челопеч
Мина Челопеч е сред най-големите златни мини в България.
Намира се в западната част на страната, в Софийска област, община Челопеч. Измерените залежи в района към 2015 г. възлизат на 3,767 млн. унции злато и 9,364 млн. унции сребро. Освен благородните метали, се добиват мед и пирит.
Мината е подземна. Собственост е на канадската компания Dundee Precious Metals.